# Cephalomappa
Cephalomappa es un género  de plantas con flores perteneciente a la familia Euphorbiaceae. Nativa de India y Malasia. Comprende 17 especies descritas y de estas, solo 5 aceptadas. Es el único miembro de la subtribu Cephalomappinae.

## Taxonomía
El género fue descrito por Henri Ernest Baillon y publicado en Annales des Sciences Naturelles; Botanique, série 4 9: 198. 1858. La especie tipo es: Angostylis longifolia

## Especies aceptadas
A continuación se brinda un listado de las especies del género Cephalomappa aceptadas hasta marzo de 2014, ordenadas alfabéticamente. Para cada una se indica el nombre binomial seguido del autor, abreviado según las convenciones y usos. 
- Cephalomappa beccariana Baill.
- Cephalomappa lepidotula  Airy Shaw
- Cephalomappa malloticarpa
- Cephalomappa paludicola  Airy Shaw
- Cephalomappa penangensis